# 海濱大道

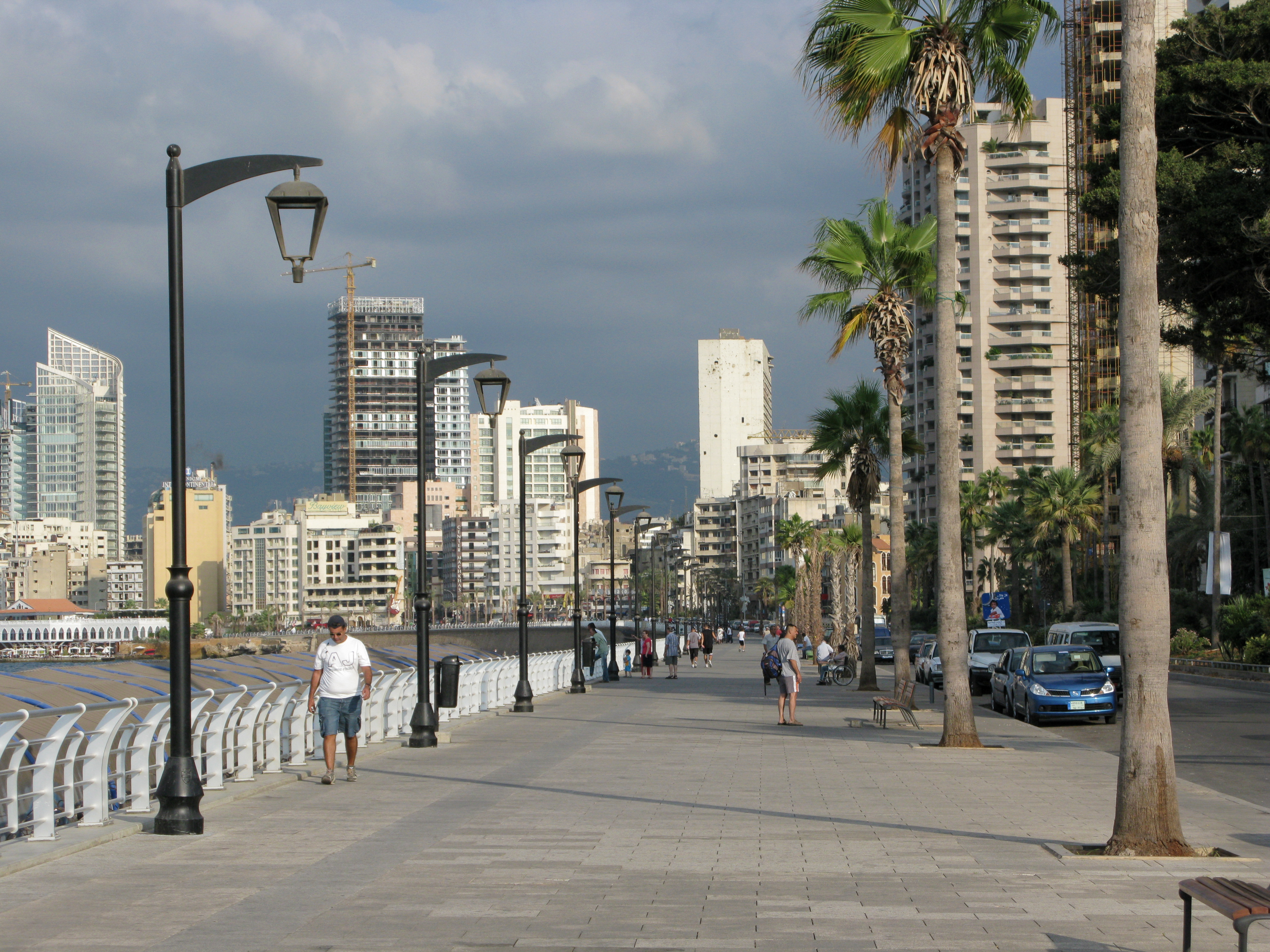
黎巴嫩貝魯特的海濱大道

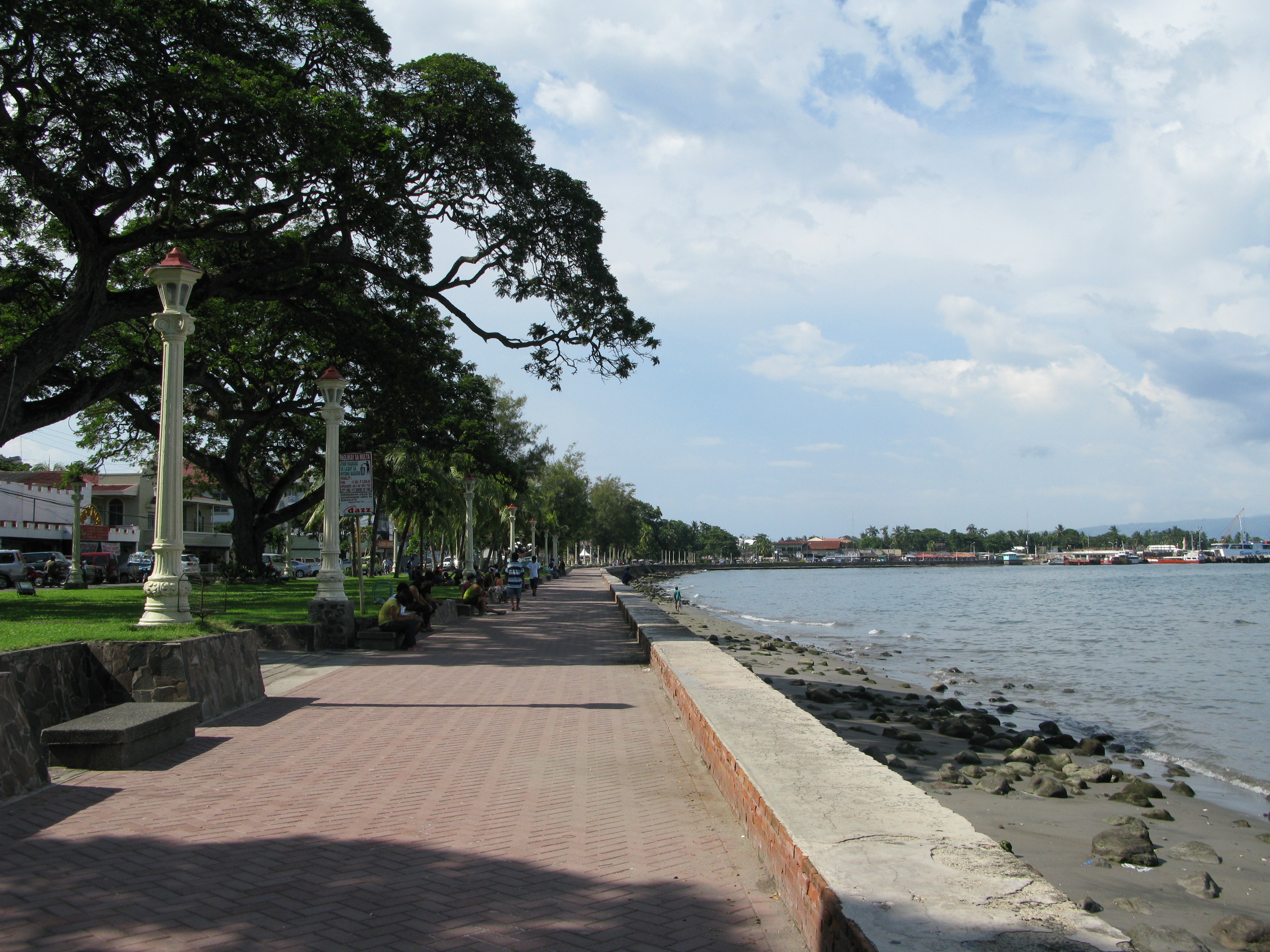
菲律賓杜馬格特的海濱大道

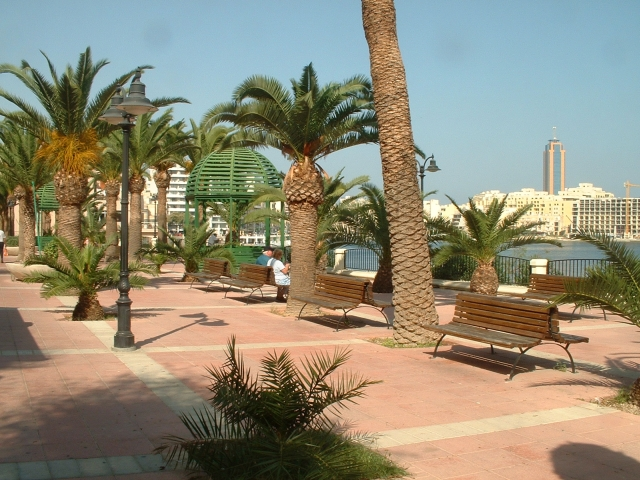
馬爾他斯利馬的海濱大道

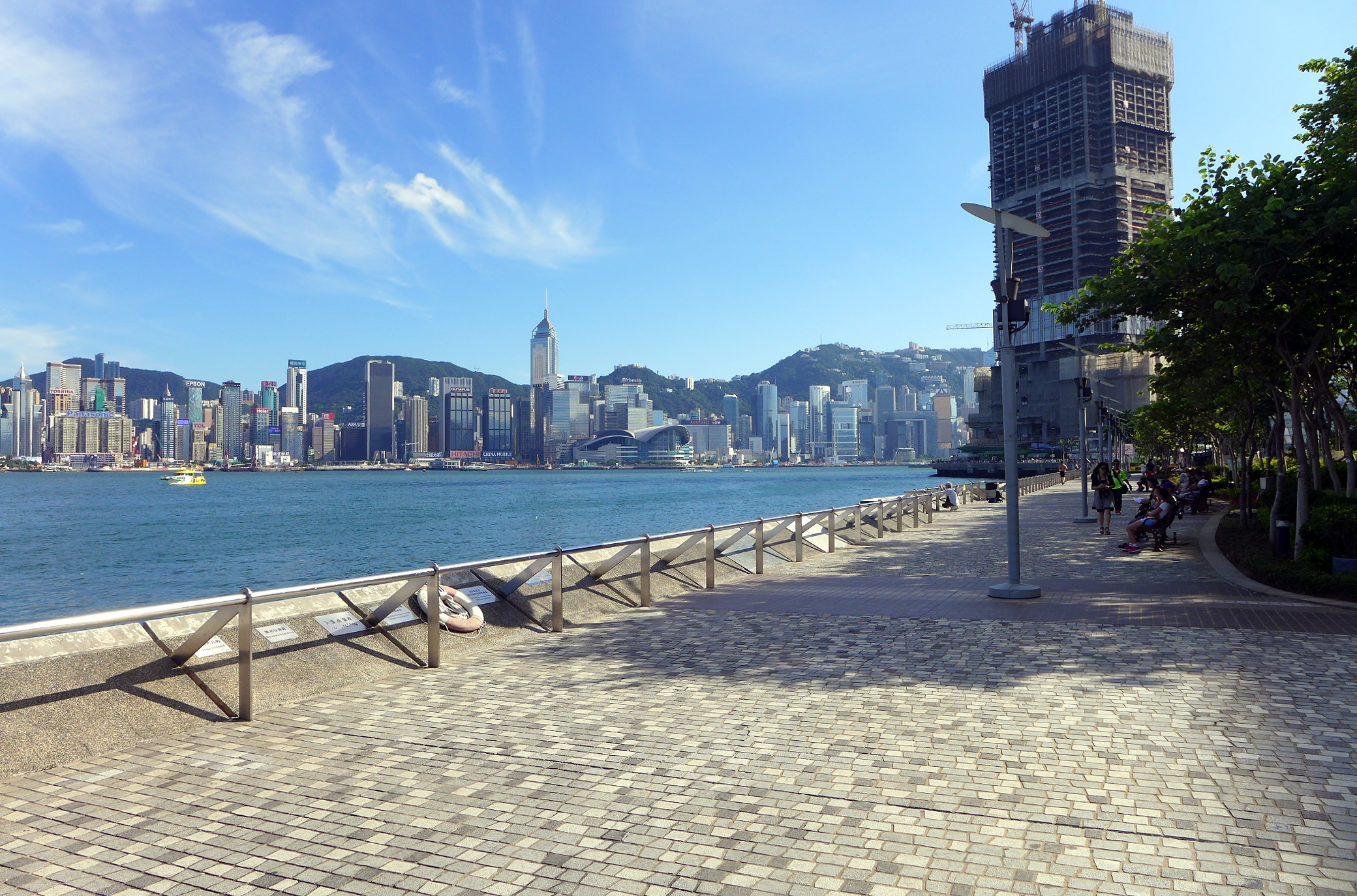
香港尖沙咀海濱花園

海濱大道（英語：Promenade、esplanade）是海濱城市中在岸邊供人休憩的平地长廊，通常寬闊而且開放。人們可以在这里进行散步、健身等活动。